# 山根視來
山根視來（日语：山根視来；1993年12月22日—），日本足球運動員，日本國家足球隊成員，司職後衛，現效力於美國職業足球大聯盟球會洛杉磯銀河。

## 俱樂部生涯
在湘南时，山根是主力中后卫。但在大学时代，他是中场的边路球员，身披桐荫横滨大学的7号球衣。在天皇杯桐荫横滨大学对阵湘南比马，当时还是大四学生的他，攻破了湘南的球门，随后被时任湘南主帅曹贵裁招入队中。
来到湘南的第二年，曹贵裁把山根视来固定在了3后卫体系中靠右的位置。
上周末川崎前锋3比1逆转湘南，山根视来在球队0比1落后的情况下扳平比分，作为右后卫连续2场完成破门，也攻破了老东家的球门。山根为川崎带来7轮过后的2个进球和1次助攻。他在湘南整整踢了101场日职联赛，一共才打入过3球，而4个赛季平均的助攻数仅0.5次。
2024年1月5日，山根視來与美国职业足球大联盟球队洛杉矶银河队签约三年。

## 國家隊生涯
日本与韩国的友谊赛中，日本3-0战胜了韩国，川崎前锋的边后卫山根视来在自己代表国家队的处子战中就取得了进球。
2022年11月，山根視來入选日本队2022年世界杯大名单。

## 榮譽
湘南比馬
- 日本職業足球乙級聯賽冠軍：2017
- 日本聯賽盃冠軍：2018

川崎前鋒
- 日本甲組職業足球聯賽冠軍：2020, 2021
- 天皇杯冠軍：2020, 2023[4]
- 日本超級盃冠軍：2021

洛杉磯銀河
- 美國職業足球大聯盟盃冠軍：2024[5]

## 外部連結
- 川崎フロンターレによる公式プロフィール
- 日本職業足球聯賽中的山根視來 （日語）
- 山根視來的Facebook專頁
- 山根視來的X（前Twitter）
- Soccerway資料庫：山根視來